# Виллапьяна
Виллапьяна (итал. Villapiana) — коммуна в Италии, располагается в регионе Калабрия, подчиняется административному центру Козенца.
Население составляет 5060 человек (на 2004 г.), плотность населения составляет 125 чел./км². Занимает площадь 38 км². Почтовый индекс — 87070. Телефонный код — 0981.
Покровителем населённого пункта считается святой Франциск из Паолы.